# Carlos Carvalhas
Carlos Alberto do Vale Gomes Carvalhas GCC (São Pedro do Sul, São Pedro do Sul, 9 de Novembro de 1941) é um economista e político português.

## Biografia
Carlos Carvalhas licenciou-se em Economia pelo Instituto de Ciências Económicas e Financeiras da Universidade Técnica de Lisboa.
Em 1969 aderiu ao Partido Comunista Português, tendo apoiado o movimento estudantil de oposição ao salazarismo, nas campanhas eleitorais de 1965, 1969 e 1973.
Após a licenciatura, desenvolveu a sua atividade profissional na Profabril, empresa do Grupo CUF, onde chegou a director financeiro. Paralelamente envolveu-se na atividade sindical dos metalúrgicos.
Foi redator e diretor do jornal Notícias da Amadora.
Após o 25 de Abril de 1974, foi Secretário de Estado do Trabalho nos I, II, III, IV e V Governos Provisórios, vice-presidente do Conselho Nacional do Plano, deputado à Assembleia da República e ao Parlamento Europeu e membro do Conselho da Europa.
No PCP sucedeu a Álvaro Cunhal no cargo de secretário-geral, que exerceu de 1992 a 2004. Em 1991 candidatou-se à Presidência da República com o apoio do PCP, saindo derrotado por Mário Soares.
A 5 de Outubro de 2004 resignou ao cargo de secretário-geral do PCP, sucedendo-lhe Jerónimo de Sousa, a 27 de Novembro de 2004, data do XVII Congresso do PCP, realizado em Almada.

## Condecorações
A 8 de Junho de 2005 foi agraciado com a Grã-Cruz da Ordem Militar de Nosso Senhor Jesus Cristo.

## Eleições presidenciais de 1991
| Candidato             | Votos     | %    |
| --------------------- | --------- | ---- |
| Basílio Horta         | 696 379   | 14 % |
| Mário Soares          | 3 459 521 | 70 % |
| Carlos Carvalhas      | 635 373   | 13 % |
| Carlos Manuel Marques | 126 581   | 3 %  |